# کرانی جیمز
کرانی جیمز (انگلیسی: Kirani James؛ زادهٔ ۱ سپتامبر ۱۹۹۲) یک دوندهٔ سرعت اهل گرنادا است. از افتخارات وی می‌توان به کسب مدال طلا و نقرهٔ دو ۴۰۰ متر در المپیک ۲۰۱۲ لندن و ۲۰۱۶ ریو دو ژانیرو اشاره کرد. هم‌چنین جیمز مدال طلای مسابقات جهانی ۲۰۱۱ را نیز به دست آورده‌است.